# جون باتريك (لاعب كرة قدم إسباني)
جون باتريك (بالإسبانية: John Joe Patrick Finn)‏ هو لاعب كرة قدم إسباني، ولد في 24 سبتمبر 2003 في مدريد في إسبانيا.

## وصلات خارجية
- جون باتريك على موقع قاعدة بيانات كرة القدم.إي يو (الإنجليزية)
- جون باتريك على موقع ليكيب (الفرنسية)
- جون باتريك على موقع Soccerbase.com (لاعب) (الإنجليزية)
- جون باتريك على موقع Soccerway.com (الإنجليزية)
- جون باتريك على موقع عالم كرة القدم.نت (الإنجليزية)